# Chersotis laeta
Chersotis laeta is een vlinder uit de familie uilen (Noctuidae). De wetenschappelijke naam is voor het eerst geldig gepubliceerd in 1904 door Rebel.
De soort komt voor in Europa.